# The Lost World (1960)
The Lost World is een Amerikaanse sciencefiction/avonturenfilm gebaseerd op het gelijknamige boek van Arthur Conan Doyle. Irwin Allen regisseerde de film.

## Verhaal
De excentrieke en arrogante Professor Challenger leidt een team van wetenschappers en avonturiers naar een afgelegen plateau in de Amazone om geruchten dat hier nog steeds dinosauriërs zouden leven te onderzoeken. De groep bestaat naast hem uit zijn collega professor Summerlee, de ontdekker Lord Roxbury, de jonge journalist Ed Malone en Jennifer Holmes, de dochter van Malones’ baas.
In Brazilië voegt Jennifer’s broer David zich bij het gezelschap, met de plaatselijke gids Manuel. De geruchten blijken te kloppen. De helikopter waarmee ze zijn gekomen gaat echter verloren. Gedurende de rest van de film zoeken ze wanhopig een manier om het plateau te verlaten en te ontsnappen aan vele gevaren. Roxbury blijkt meer te weten over het plateau en over een stam die hier woont en al eeuwen de geheimen van het plateau bewaakt.

## Achtergrond
De special effects voor de film waren relatief simpel. Voor de prehistorische dieren werden echte varanen, leguanens, en krokodillen gebruikt, voorzien van miniatuurhorens en -vinnen. Deze techniek heet slurpasaur.
Allen gebruikte oud beeldmateriaal uit afleveringen van verschillende televisieseries zoals Land of the Giants, Lost in Space, The Time Tunnel, en Voyage to the Bottom of the Sea. In 1966 probeerde hij een televisieserie gebaseerd op de film te verkopen, maar zonder succes.

## Prijzen en nominaties
In 1961 werd “The Lost World” tevergeefs genomineerd voor een Golden Laurel in de categorie Top Action Drama.

## Rolverdeling
| Acteur         | Personage                          |
| -------------- | ---------------------------------- |
| Michael Rennie | Lord John Roxton                   |
| Jill St. John  | Jennifer Holmes                    |
| David Hedison  | Ed Malone                          |
| Claude Rains   | Professor George Edward Challenger |
| Fernando Lamas | Manuel Gomez                       |
| Richard Haydn  | Prof. Summerlee                    |
| Ray Stricklyn  | David Holmes                       |
| Jay Novello    | Costa                              |
| Ian Wolfe      | Burton White                       |
| John Graham    | Stuart Holmes                      |
| Colin Campbell | Prof. Waldron                      |
| Vitina Marcus  | Native Girl                        |